# Позначення морської авіації США (1922—1962)
Упродовж 1922—1962 років Флот, Корпус морської піхоти та згодом Берегова охорона США використовували власну систему позначень для своєї авіації (включно з дронами-мішенями), відмінну від такої для Армії США та створених пізніше Повітряних сил США. 1962 року було ухвалено нову систему, що об'єднала позначення для всіх видів військ. 

## Історія
До 1922 року морська авіація мала дві системи позначень, що застосовувались упродовж 1911—1914 та 1914—1916 років відповідно. Після цього, аж до 1922 року, жодна система не була в використанні: використовувались назва виробника та неофіційно позначення в попередній системі.
29 березня 1922 року разом із реорганізацією Бюро аеронавтики[en] було запроваджено нову систему позначень для авіації, яка використовувалась до 1962 року. З 1935 року цю систему почала використовувати також і Берегова охорона США, яка на той момент підпорядкувалась Міністерству фінансів та не мала стандартизованої системи.
Система перестала застосовуватись 1962 року, коли було ухвалено спільну систему для всіх родів військ, засновану на системі повітряних сил зразка 1947 року. Після цього всю актуальну морську авіацію було перейменовано відповідно до вимог нової системи: так, F4H Phantom II став F-4 Phantom II, AD Skyraider став A-1 Skyraider. Характерний для морської авіації індекс виробника було відкинуто, а суфікси підтипу та модифікацій перейшли в індекси серії та, рідше, модифікованого призначення: AD-4NA → A-1D, AD-5N → A-1G, AD-5W → EA-1E.

## Система

### Надання індексу
Індекс у флотській системі надавався більшості літаків на службі Флоту та КМП, в тому числі передані з Армії: так, передані у 1945 році B-17G Flying Fortress, стали називатись PB-1 на службі Флоту. Винятки складали цивільні літаки, мобілізовані під час ДСВ. Також не отримав індексу єдиний B-17F, прийнятий 1943 року (але він згодом теж став PB-1). Після війни тренувальні літаки, спільні для Повітряних сил та Флоту, як T-28 Trojan та T-34 Mentor, також залишалися з позначенням ПС, тільки індекс серії міг бути змінений.

### Структура
Позначення в системі містили таку структуру (жирним виділено основні категорії):
| статус або клас | тип/призначення | номер моделі | виробник | - | номер підтипу | модифікація |

| Назва                           | Переклад                                      | Опис | Приклад                                                  |
| ------------------------------- | --------------------------------------------- | --- | -------------------------------------------------------- |
| Status or Class Prefix          | префікс статусу або класу                     | Позначення статусу техніки, коли він відрізняється від стандартного. Клас у даному випадку може означати належність техніки до інших типів літальних апаратів (гелікоптер, планер абощо).       | X в XBT2D — дослідний H в HNS — гелікоптер               |
| Type                            | тип (призначення)                             | Основне призначення техніки (винищувач, пікірувальник, розвідник абощо). Може містити від 1 до 3 символів.                                                                                      | F в F4U — винищувач                                      |
| Manufacturer Type Sequence      | номер у послідовності за виробником та типом  | Порядковий номер моделі у послідовності за типом та виробником. Наступний індекс надається наступному літаку аналогічного типу того ж виробника. Якщо рівний 1, то опускається: не TB1D, а TBD. | 4 в F4U — четвертий винищувач (F) виробництва Vought (U) |
| Manufacturer                    | виробник                                      | Індекс виробника (не завжди збігається з першою літерою назви компанії та може дублюватись для різних компаній). Від 1 до 2 символів.                                                           | D в SBD — Douglas                                        |
| Aircraft Configuration Sequence | номер конфігурації (підтип)                   | Підтип літака, що відбиває певні зміни в конструкції. Позначає версію літака та опускається, якщо конкретна версія не важлива в контексті.                                                      | 3 в AD-3 — третій підтип літака AD                       |
| Special Purpose Suffix          | суфікс спеціального призначення (модифікація) | Модифікація, що змінює призначення або злегка змінює конструкцію. | A в PBY-5A — амфібійна модифікація                       |

### Префікс статусу або класу
Не надавався до 1927 року. Після цього почали застосовувати префікс X (англ. experimental), аналогічний такому в тогочасній системі Повітряного корпусу Армії США, на позначення дослідних літаків. Протягом короткого часу після ДСВ використовували префікс N для бойових літаків, що застосовувались для навчання. Також під час Корейської війни використовувався префікс Y, аналогічний такому в тогочасній системі Повітряних сил США, на позначення передсерійних та літаків на етапі випробувань.
Також під час ДСВ почалась практика використовувати літери для позначення класів: H (англ. helicopter) для гелікоптерів (з 1943 до 1962) та L для планерів (з 1941 до 1945). Ці класи могли об'єднуватись із призначенням: наприклад, назву LBD отримала планерна бомба (L — планер, B — бомбардувальник, D — McDonnell).

### Призначення
Початково використовувались лише однолітерні індекси призначення, але 1934 року з'явились дво-, а пізніше і трилітерні — для подвійного призначення або підкреслення специфічного призначення літака. З 1946 року перестали надавати подвійні індекси, але деякі літаки їх залишили традиційно. В перші роки також для деяких літаків плутали порядок типу та виробника, тому є такі літаки, як WP-1 та DT.
Нижче наведено перелік індексів типу/призначення. Колонка «Період» відбиває проміжок часу, коли відповідний буквений індекс надавався літакам.
| Індекс | Значення                 | Опис                                                 | Приклад | Період    |
| ------ | ------------------------ | ---------------------------------------------------- | ------- | --------- |
| A      | Ambulance                | Санітарний літак (замість H з 1943)                  | AE      | 1943—1962 |
| A      | Attack                   | Штурмовик (замість BT з 1946)                        | AD      | 1946—1962 |
| B      | Bomber                   | Бомбардувальник                                      | BG      | 1931—1946 |
| BF     | Bomber-fighter           | Бомбардувальник-винищувач                            | BF2C    | 1934—1937 |
| BT     | Bomber-torpedo           | Бомбардувальник-торпедоносець (замінено на A в 1946) | BTD     | 1942—1945 |
| DS     | Anti-submarine drone     | Протичовновий дрон                                   |         | 1959—1962 |
| F      | Fighter                  | Винищувач                                            | F2A     | 1922—1962 |
| G      | Transport, single-engine | Одномоторний транспортний                            | GK      | 1939—1941 |
| G      | Flight refuelling tanker | Літак-заправник                                      | GV      | 1958—1962 |
| H      | Hospital                 | Санітарний літак (замінено на A в 1943)              | HE      | 1929—1942 |
| J      | Transport                | Транспорний літак (замінено на R в 1931)             | XJA     | 1928—1931 |
| J      | Utility                  | Багатоцільовий літак (замінено на U в 1955)          | GB      | 1928—1955 |
| JR     | Utility transport        | Багатоцільовий транспортний                          | JRM     | 1935—1955 |
| KD     | Target drone             | Дрон-мішень                                          | KD2G    | 1946—1963 |
| M      | Marine expeditionary     | Морський дослідний                                   | EM      | 1922—1923 |
| N      | Trainer                  | Тренувальний літак (замінено на T в 1946)            | N3N     | 1922—1946 |
| O      | Observation              | Спостережний літак                                   | O2U     | 1922—1962 |
| OS     | Observation-scout        | Спостережно-розвідувальний літак                     | OS2U    | 1935—1945 |
| P      | Patrol                   | Патрульний літак                                     | PV      | 1922—1962 |
| P      | Pursuit                  | Винищувач (стара назва)                              | WP      | 1922—1923 |
| PB     | Patrol bomber            | Патрульний-бомбардувальник                           | PBY     | 1935—1962 |
| PTB    | Patrol torpedo-bomber    | Патрульний-бомбардувальник-торпедоносець             | XPTBH   | 1937—1938 |
| R      | Racer                    | Гоночний літак                                       | R2C     | 1922—1928 |
| R      | Transport                | Транспортний літак (замість J з 1931)                | R4D     | 1931—1962 |
| RO     | Rotorcycle               | Легкий гелікоптер                                    | RON     | 1954—1959 |
| S      | Anti-submarine           | Протичовновий літак                                  | S2F     | 1946—1962 |
| S      | Scout                    | Розвідувальний літак                                 | SC      | 1922—1946 |
| SB     | Scout-bomber             | Розвідувально-бомбардувальний літак                  | SBD     | 1934—1946 |
| SN     | Scout-trainer            | Розвідувально-тренувальний літак                     | SNJ     | 1939—1946 |
| SO     | Scout-observation        | Розвідувально-спостережний літак                     | SOC     | 1934—1946 |
| T      | Torpedo                  | Торпедоносець                                        | DT      | 1922—1935 |
| T      | Trainer                  | Тренувальний літак (замість N з 1946)                | T2J     | 1946—1962 |
| T      | Transport                | Транспортний літак (замінено на R в 1931)            | TA      | 1927—1930 |
| TB     | Torpedo-bomber           | Торпедоносець-бомбардувальник                        | TBD     | 1935—1946 |
| TD     | Target drone             | Дрон-мішень                                          | TDR     | 1942—1946 |
| TS     | Torpedo-scout            | Торпедоносець-розвідник                              | XTSF    | 1943—1946 |
| U      | Utility                  | Багатоцільовий літак (замість J з 1955)              | UF      | 1955—1962 |
| U      | Unpiloted drone          | Безпілотний дрон                                     |         | 1946—1955 |
| W      | Electronic search        | ДРЛС                                                 | WF      | 1952—1962 |

### Виробник
На початку існування системи намагались надавати індекси за першою літерою назви компанії, наприклад, C для Curtiss. Існувало лише одне дволітерне позначення для американського виробника, а саме, DW для Dayton-Wright, а також кілька таких для деяких дослідних літаків європейського виробництва. Така практика існувала лише впродовж 1922—1923 років.
Потім індекси перестали відповідати назві та почали дублюватись. Для того, щоб уникнути плутанки, одну літеру давали виробникам без конфлікту інтересів, які виготовляли принципово різну техніку (але на практиці були винятки). Тому один виробник міг в різні періоди мати різні індекси, як Piper.
Нижче наведено перелік індексів типу/призначення. Колонка «Період» відбиває проміжок часу, коли відповідний буквений індекс надавався літакам.
| Індекс | Компанія                           | Приклад     | Період               |
| ------ | ---------------------------------- | ----------- | -------------------- |
| A      | Aeromarine                         | SA          | 1922                 |
| A      | Allied Aviation                    | XLRA        | 1943                 |
| A      | Atlantic Aircraft/General Aviation | XFA         | 1927–1932            |
| A      | Brewster                           | F2A         | 1935–1943            |
| A      | Noorduyn                           | JA          | 1946                 |
| B      | Bee Line                           |             | 1922                 |
| B      | Boeing                             | F4B         | 1923–1962            |
| B      | Beechcraft                         | GB          | 1937–1962            |
| B      | Budd                               | RB          | 1942–1944            |
| BS     | Blackburn                          | BST         | 1922                 |
| C      | Curtiss/Curtiss-Wright             | SB2C        | 1922–1962            |
| C      | Culver                             | TDC         | 1941–1946            |
| C      | Cessna                             | JRC         | 1943–1951            |
| C      | De Havilland Canada                | UC          | 1955–1962            |
| D      | Douglas                            | R2D         | 1922–1962            |
| D      | McDonnell                          | FD          | 1942–1946            |
| D      | Radioplane                         | TDD         | 1943-1948            |
| D      | Frankfort                          |             | 1945-1946            |
| DW     | Dayton-Wright                      | SDW         | 1923                 |
| E      | Bellanca                           | XRE         | 1931–1937            |
| E      | Cessna                             | OE          | 1951–1962            |
| E      | Detroit Aircraft                   | TE          | 1928                 |
| E      | EDO                                | OSE         | 1943–1962            |
| E      | Elias                              | EM          | 1922–1924            |
| E      | Hiller                             | ROE         | 1948–1962            |
| E      | Piper                              | AE          | 1941–1945            |
| E      | Pratt-Read                         | LNE         | 1942–1945            |
| F      | Grumman                            | F4F         | 1931–1962            |
| F      | Fairchild Canada                   | SBF         | 1942–1945            |
| F      | Fokker                             |             | 1922                 |
| G      | Pitcairn/AGA                       |             | 1941–1942            |
| G      | Eberhart                           | XFG         | 1927–1928            |
| G      | Gallaudet                          |             | 1922–1923            |
| G      | Globe Aircraft                     |             | 1946–1959            |
| G      | Goodyear                           | F2G         | 1942–1962            |
| G      | Great Lakes Aircraft               | BG          | 1929–1935            |
| H      | Hall-Aluminum                      | XPTBH       | 1928–1937            |
| HP     | Handley Page                       | HPS         | 1922–1923            |
| H      | Howard                             | GH          | 1941–1944            |
| H      | Huff-Daland                        | HO          | 1922–1927            |
| H      | McDonnell                          | F2H         | 1946–1962            |
| H      | Snead                              |             | 1942                 |
| H      | Stearman-Hammond                   | JH          | 1937–1939            |
| J      | Berliner-Joyce                     | OJ          | 1929–1935            |
| J      | General Aviation                   | PJ          | 1935–1937            |
| J      | North American                     | SNJ         | 1937–1962            |
| JL     | Junkers                            | JL          | 1922                 |
| K      | Fairchild                          | XR2K        | 1937-1942            |
| K      | Kaiser-Fleetwings                  | XBTK        | 1948–1950            |
| K      | Kaman                              | HTK/HOK/HUK | 1950–1962            |
| K      | Keystone                           | PK          | 1927–1930            |
| K      | Kinner                             | XRK         | 1935–1936            |
| K      | J. V. Martin                       | KF          | 1922–1924            |
| K      | Nash-Kelvinator                    |             | 1942                 |
| L      | Bell                               | XFL         | 1939–1962            |
| L      | Columbia Aircraft                  | XJL         | 1944–1946            |
| L      | Langley                            |             | 1940                 |
| L      | Loening                            | OL          | 1923–1933            |
| L      | L.W.F.                             |             | 1922                 |
| M      | Martin                             | PBM         | 1922–1962            |
| M      | General Motors                     | TBM         | 1942–1945            |
| M      | McCulloch                          | HUM         | 1951–1952            |
| N      | Gyrodyne                           | RON         | 1960                 |
| N      | Naval Aircraft Factory             | N3N         | 1922–1962            |
| O      | Lockheed                           | R2O         | 1931–1942            |
| O      | Piper                              | UO          | 1955–1962            |
| O      | Viking                             | O           | 1923–1941            |
| P      | Piasecki/Vertol                    | HUP         | 1946–1962            |
| P      | Piper                              | LNP         | 1941–1945            |
| P      | Pitcairn/AGA                       | OP          | 1931–1932            |
| P      | Spartan                            | NP          | 1940–1941            |
| PL     | Parnall                            |             | 1922                 |
| Q      | Bristol                            | XLRQ        | 1941–1943            |
| Q      | Fairchild                          | R4Q         | 1928–1962            |
| Q      | Stinson                            | XR3Q        | 1934–1936            |
| R      | Aeronca                            | LNR         | 1942–1946            |
| R      | American Aviation                  |             | 1942                 |
| R      | Brunswick                          |             | 1942–1943            |
| R      | Stout (Ford)                       | JR/RR       | 1927–1932            |
| R      | Interstate Aircraft                | TDR         | 1942–1945            |
| R      | Maxson                             |             | 1939–1940            |
| R      | Radioplane                         | KD2R        | 1940–1952            |
| R      | Ryan                               | FR          | 1948–1962            |
| RO     | IMAM                               |             | 1933                 |
| S      | Schweizer                          | LNS         | 1941                 |
| S      | Sikorsky                           | HRS         | 1928–1962            |
| S      | Sperry                             |             | 1950                 |
| S      | Stearman                           | N2S         | 1934–1945            |
| S      | Stout (Ford)                       | ST          | 1922                 |
| S      | Supermarine                        | FS          | 1943                 |
| T      | New Standard                       | NT          | 1930–1934            |
| T      | Northrop                           | F2T         | 1933-1937, 1944-1962 |
| T      | Taylorcraft                        | LBT         | 1942–1946            |
| T      | Temco                              | T           | 1955–1962            |
| T      | Thomas-Morse                       |             | 1922                 |
| T      | Timm                               | N2T         | 1941–1943            |
| U      | Chance-Vought                      | F4U         | 1922–1962            |
| V      | Canadian Vickers                   | PBV         | 1941–1945            |
| V      | Lockheed                           | P2V         | 1942–1962            |
| V      | Vultee                             | SNV         | 1943–1945            |
| VK     | Vickers                            |             | 1923                 |
| W      | CC&F                               | SBW         | 1942–1945            |
| W      | Waco                               | XJV         | 1934–1945            |
| W      | Willys-Overland                    |             | 1948–1962            |
| W      | Wright                             | F2W         | 1922–1926            |
| X      | Cox-Klemin                         | XS          | 1922–1924            |
| Y      | Consolidated                       | PBY         | 1926–1954            |
| Y      | Stinson                            | OY          | 1942–1950            |
| Y      | Convair                            | R3Y         | 1954–1962            |
| Z      | Wilford/Pennsylvania               | XOZ         | 1933–1934            |

### Суфікс модифікації
Суфікси, що позначали зміну конструкції чи призначення, набули поширення в заводських назвах ще під час Першої світової. Першим суфіксом системи стала літера C, яка позначала можливість запуску літака з катапульти. Пізніше було додано літери A і B на позначення несуттєвих модифікацій, які вважались недостатніми для виділення окремого підтипу літака. Рідко також надавались індекси, що дублювали серію армійських літаків: так, B-25J на флоті став PBJ-1J.
Особливого поширення змістовні індекси на позначення конкретних модифікацій для специфічних задач набули під час Другої світової. Існували також багато нестандартних позначень, деякі містили дві літери тощо. Літери часто дублювались, можливі їх значення наведено в таблиці нижче, але перелік не є абсолютно точним та вичерпним:
| Індекс | Розкриття                               | Опис                                                 |
| ------ | --------------------------------------- | ---------------------------------------------------- |
| A      | —                                       | Незначна модифікація                                 |
| A      | англ. armament — озброєння              | Озброєна версія початково неозброєного літака        |
| A      | англ. arrester — аерофінішер            | Літак, модифікований для застосування з авіаносця    |
| A      | англ. Army — Армія                      | Літак, побудований для Армії або отриманий від Армії |
| A      | англ. amphibious — амфібія              | Амфібійна версія літака                              |
| A      | невідомо                                | Наземна версія палубного літака                      |
| B      | —                                       | Незначна модифікація                                 |
| B      | невідомо                                | Спеціальне озброєння                                 |
| B      | англ. British — британський             | Британська версія в рамках ленд-лізу                 |
| C      | —                                       | Серія C літака Армії/ПС                              |
| C      | англ. carrier — авіаносець              | Літак, модифікований для застосування з авіаносця    |
| C      | англ. catapult — катапульта             | Посилена версія для катапультового старту            |
| C      | англ. cannon — гармата                  | Гарматне озброєння                                   |
| CP     | невідомо                                | Триметрогон                                          |
| D      | —                                       | Серія D літака Армії/ПС                              |
| D      | англ. drop tank — ППБ                   | Підвісний паливний бак                               |
| D      | англ. drone control — керування дронами | Модифікація для керування БПЛА                       |
| D      | невідомо                                | Пошуковий радар                                      |
| E      | англ. electronic — електроніка          | Електронне обладнання                                |
| F      | невідомо                                | Спеціальна силова установка                          |
| G      | —                                       | Серія G літака Армії/ПС                              |
| G      | невідомо                                | Пошуково-рятувальна версія                           |
| G      | англ. Coast Guard — Берегова охорона    | Версія для Берегової охорони США                     |
| G      | англ. gun — зброя                       | Озброєна версія початково неозброєного літака        |
| H      | —                                       | Серія H літака Армії/ПС                              |
| H      | англ. hospital — шпиталь                | Санітарна версія                                     |
| J      | —                                       | Серія J літака Армії/ПС                              |
| J      | невідомо                                | Спеціальне погодне обладнання                        |
| K      | невідомо                                | Безпілотний варіант                                  |
| L      | невідомо                                | Пристосований до зимових умов                        |
| L      | англ. light — світло, прожектор         | Носій прожектора                                     |
| M      | англ. missile — керована ракета         | Носій керованого ракетного озброєння                 |
| N      | англ. night — ніч                       | Нічна версія                                         |
| P      | англ. photographic — фотографувальний   | Версія з фотографічним обладнанням                   |
| Q      | невідомо                                | РЕП/РЕБ                                              |
| R      | невідомо                                | Допоміжний транспортний варіант                      |
| S      | англ. anti-submarine — протичовновий    | Протичовновий варіант                                |
| T      | англ. two-seat — двомісний              | Двомісний тренувальний варіант                       |
| U      | англ. utility — утилітарний             | Легкий багатоцільовий/транспортний літак             |
| W      | невідомо                                | Спеціальне пошукове обладнання, ДРЛС                 |
| Z      | невідомо                                | Адміністративна версія                               |

## Дирижаблі
До 1954 року літальні апарати, легші за повітря, мали окрему систему позначень або залишались із заводськими найменуваннями.
До 1940 року дирижаблі переважно йменували за класами (подібно до класів кораблів): клас «A» (початково називався DN-1), клас «B» тощо. Першу систему було розроблено 1940 року і вона мала такий вигляд:
(тип)(призначення)-(клас)
Наприклад, позначення ZNP-K означало, що мається на увазі м'який дирижабль (ZN), патрульний (P), класу «K» (K).
1947 року систему було змінено для більшої відповідності системі позначення морських літаків. Індекс N було скасовано, оскільки США перестали використовувати дирижаблі жорсткої конструкції. Позначення набуло такого вигляду:
Z(призначення)(номер моделі)(клас)-(підтип)(модифікація)
Наприклад, позначення ZP2N-1W означало, що мається на увазі дирижабль (Z), патрульний (P), другий такого призначення (2), класу «N» (N), перший підтип (1) та модифікація для ДРЛС (W).
Індекси призначення були такі: G — розвідувальний, N (у 1947 замінено на T) — тренувальний, P — патрульний. У 1947 також додано нові індекси H — пошуково-рятувальний, U — багатоцільовий, але вони так і не застосовувались.
1954 року позначення для дирижаблів було уніфіковано з позначеннями зразка 1922 року для літаків, літера Z залишилась на позначення належності до дирижаблів.
Сферичні аеростати вважались класом ZF, а змійкові та загороджувальні — класом ZK, але ці позначення ніколи не застосовувались.